# 生殖腺

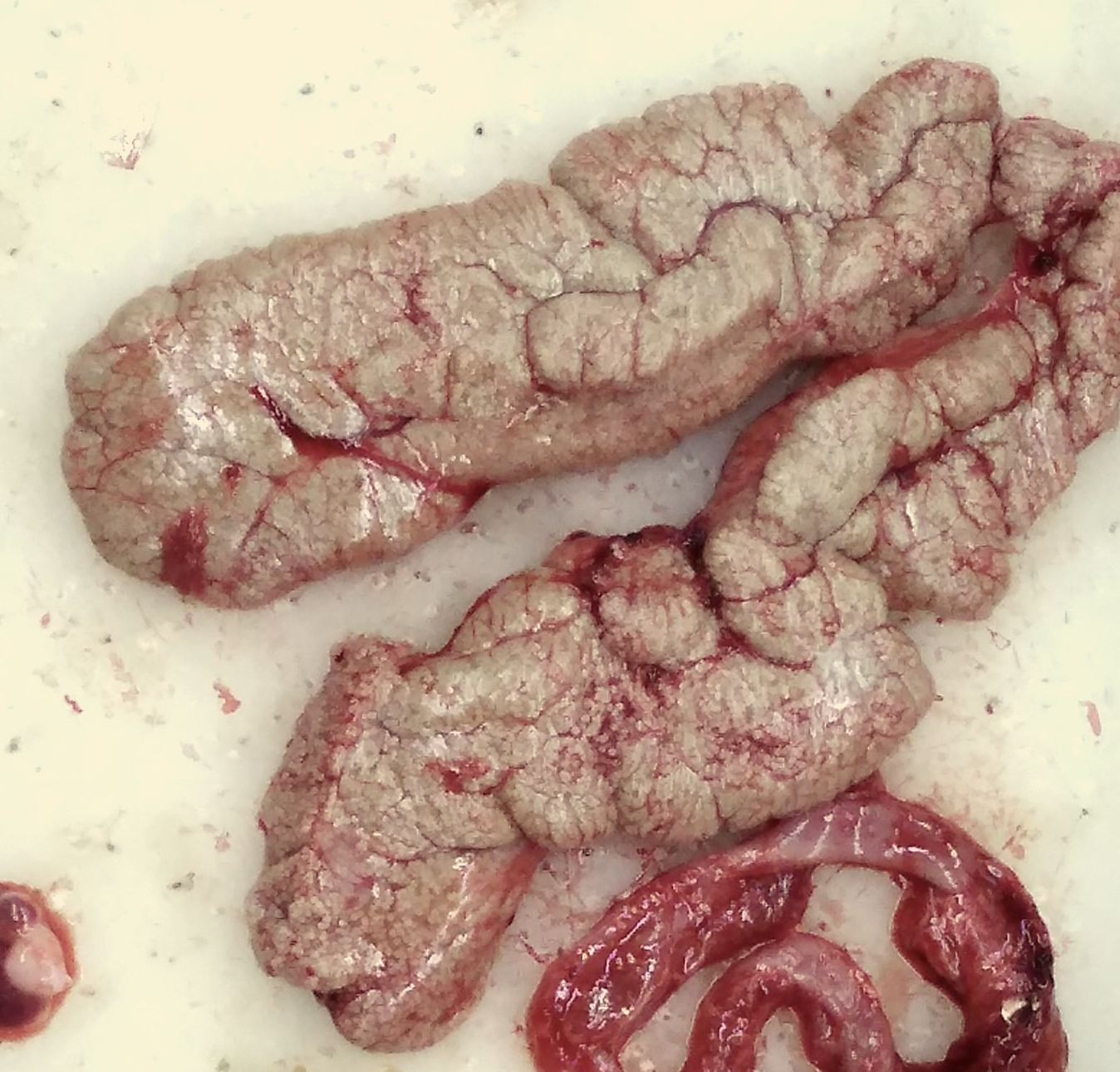
置於解剖盤中的新鮮鯉魚卵巢

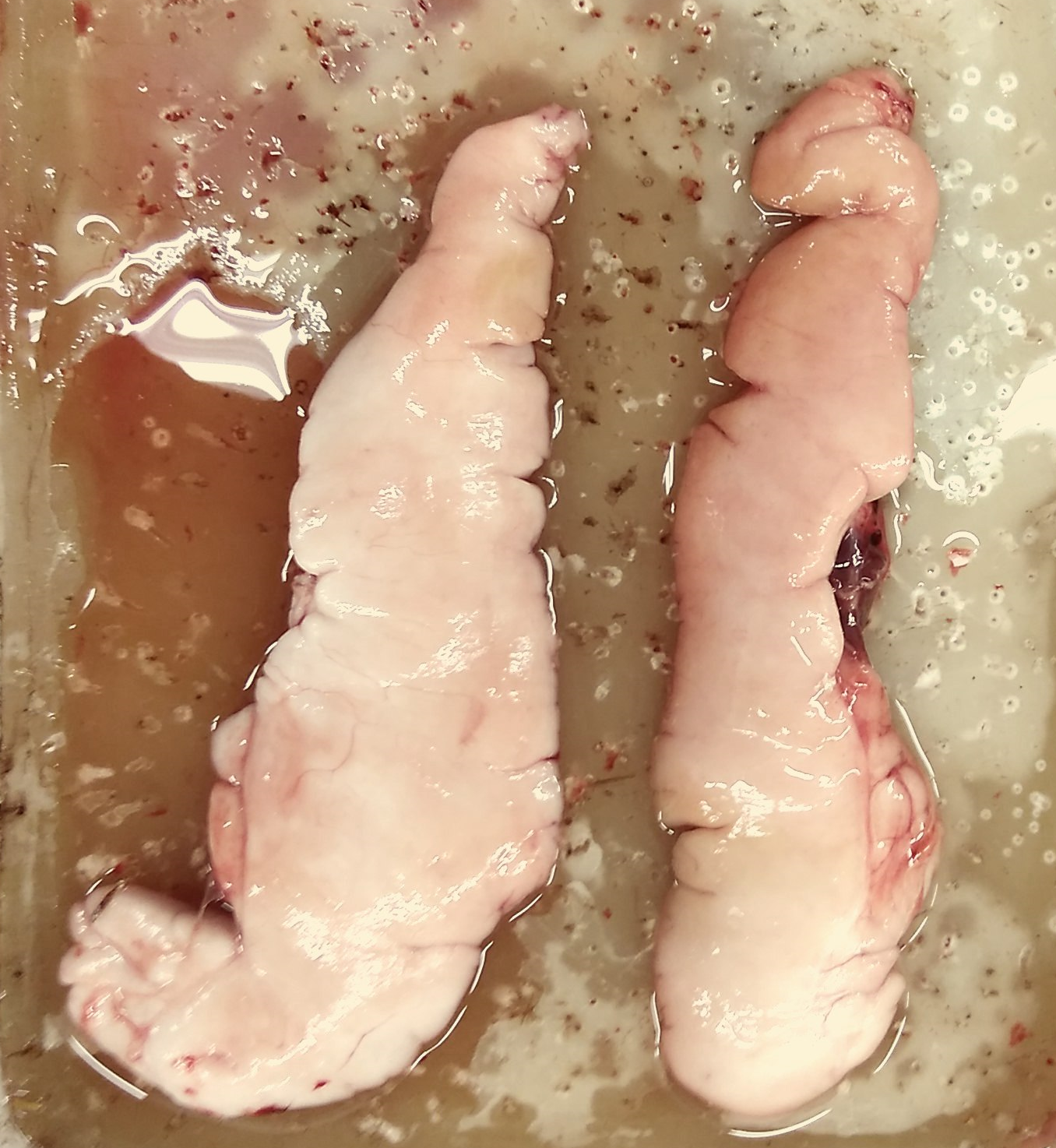
置於解剖盤中的新鮮鯉魚精巢

生殖腺，又称性腺，是人和动物产生生殖细胞和分泌性激素的器官。低等动物又称“生殖巢”，即精巢和卵巢的总称；高等动物雄性的生殖腺是睾丸，雌性的生殖腺是卵巢。
人类在青春期后睾丸产生精子，卵巢每月排卵，两者还可分泌性激素，促使身体出现第二性征。此外男子的前列腺和尿道球腺以及女子的前庭大腺都是生殖系统的附属腺。

## 发育
生殖腺一般总是成对出现。少数脊椎动物，成体只有一个精巢或卵巢，这是由于两个生殖嵴愈合在一起的缘故（如七鳃鳗、少数硬骨鱼）或是由于一侧的生殖腺未能分化（盲鳗、一些卵胎生的软骨鱼、一些蜥蜴、雌鳄和大多数雌鸟、鸭嘴兽和一些蝙蝠也是只有一侧具有卵巢）。雌性鸟的右侧卵巢在胚胎期就退化，最后完全消失，只有左侧的生殖器发育。
在胚胎发育时生殖腺一开始没有性别的区别。在哺乳动物中Y染色体上SRY基因的睾丸决定因子导致睾丸的产生，在缺乏这个因子的情况下卵巢发育。由于这个区别很早就出现，因此生殖腺属于第一性徵。其出现区分性别。

## 功能
生殖腺有外分泌和内分泌的功能。

### 外分泌功能
生殖腺的外分泌功能在于在性成熟的个体中生产生殖细胞：雌性的卵细胞和雄性的精子。雄性可以从青春期一直到高龄生产有功能的精子，而雌性则只能生产卵细胞直到更年期。

### 内分泌功能
生殖腺的内分泌功能在于产生性激素：雌性的雌激素和孕激素以及雄性的雄激素（比如睾酮）。
废除生殖腺的功能或者去除生殖腺被称为阉割。